# Manfred Mann
Manfred Mann a fost o formație de muzică beat, rhythm and blues și pop britanică, condusă de Manfred Mann (clape), un sud-african care ulterior avea să fie liderul formației de succes Manfred Mann's Earth Band.

## Primii ani
Numiți la început "Mann-Hugg Blues Brothers", formația și-a început activitatea în 1962 cu Manfred Mann la clape și Mike Hugg la percuție și vibrafon. Ulterior, formației i s-au alăturat Mike Vickers la chitară, Dave Richmond la bas și Paul Jones ca vocalist (și muzicuță). Și-au schimbat numele în "Manfred Mann & The Manfreds", dar când au semnat un contract în 1963 cu casa de discuri HMV, li s-a sugerat să-și schimbe numele în "Manfred Mann". 
Primele două discuri ("Why Should We Not?" și "Cock-A-Hoop") n-au avut vreun succes comercial.
În 1964 au fost rugați să compună melodia de deschidere a programului de televiziune "Ready Steady Go!" Melodia compusă, "5-4-3-2-1" a ajuns până pe locul 5 în clasamentul britanic.
După ce Richmond a părăsit formația, fiind înlocuit de Tom McGuinness, formația a avut mare succes cu o melodie a formației "Exciters", "Do Wah Diddy Diddy", care a ajuns pe locul 1 în topurile din SUA, Marea Britanie și Canada.
În 1965, după alte succese comerciale (printre altele, locul 2 cu melodia "If You Gotta Go, Go Now"), Paul Jones a spus că va părăsi formația, pentru o carieră solo, când va fi găsit un înlocuitor. A mai stat un an cu formația până a venit Mike d'Abo. Basistul Mike Vickers fusese și el înlocuit între timp cu Jack Bruce (venit de la "John Mayall's Bluesbreakers"), care urma să plece la Cream după scurt timp. Bruce a participat la înregistrarea melodiei "Pretty Flamingo", care a atins locul 1 în Marea Britanie (și locul 2 în Canada). În locul lui Bruce a venit Klaus Voorman, un prieten al Beatleșilor, McGuinness trecând la chitară. Formația a schimbat totodată și casa de discuri, trecând la "Fontana Records".
Cu d'Abo ca vocalist, formația a avut un sunet mai melodios, stil pop, succesul comercial fiind la început inconsistent- de la locul 5 cu ""Ha! Ha! Said the Clown" la "So Long Dad" care n-a intrat în toul 50 de loc.
Dar în 1968 au avut din nou un hit care a atins locul 1 (în Marea Britanie), anume o melodie a lui Bob Dylan, "The Mighty Quinn".
Frustrați de faptul că erau considerați o formație de hit-uri single, formația s-a destrămat în 1969, pe când hit-ul lor final, "Ragamuffin Man" era în Top 10.

## Discografie

#### Single-uri
| Data lansării      | Fața A                                                                                          | Fața B                      | Topul single britanic | Topul single SUA | Topul single Canada | Topul single Noua Zeelandă |
| ------------------ | ----------------------------------------------------------------------------------------------- | --------------------------- | --------------------- | ---------------- | ------------------- | -------------------------- |
| 26 iulie 1963      | "Why Should We Not?"                                                                            | "Brother Jack"              | -                     | -                | -                   | -                          |
| 25 octombrie 1963  | "Cock-a-Hoop"                                                                                   | "Now You're Needing Me"     | -                     | -                | -                   | -                          |
| 10 ianuarie 1964   | "5-4-3-2-1"                                                                                     | "Without You"               | 5                     | -                | -                   | -                          |
| 10 aprilie 1964    | "Hubble Bubble (Toil And Trouble)"                                                              | "I'm Your Kingpin"          | 11                    | -                | -                   | -                          |
| 10 iulie 1964      | "Do Wah Diddy Diddy"                                                                            | "What You Gonna Do?"        | 1                     | 1                | 1                   | -                          |
| 9 octombrie 1964   | "Sha La La"                                                                                     | "John Hardy"                | 3                     | 12               | 12                  | -                          |
| 8 ianuarie 1965    | "Come Tomorrow"                                                                                 | "What Did I Do Wrong"       | 4                     | 50               | 20                  | -                          |
| 9 aprilie 1965     | "Oh No, Not My Baby"                                                                            | "What Am I Doing Wrong"     | 11                    | 124              | -                   | -                          |
| 10 septembrie 1965 | "If You Gotta Go, Go Now"                                                                       | "Stay Around"               | 2                     | -                | -                   | -                          |
| 15 aprilie 1966    | "Pretty Flamingo"                                                                               | "You’re Standing By"        | 1                     | 29               | 2                   | 1                          |
| 1 iulie 1966       | "You Gave Me Somebody to Love" (Lansat de HMV Records când formația a schimbat casa de discuri) | "Poison Ivy"                | 36                    | -                | -                   | -                          |
| 29 iulie 1966      | "Just Like a Woman"                                                                             | "I Wanna Be Rich"           | 10                    | 101              | -                   | 3                          |
| 21 octombrie 1966  | "Semi-Detached Suburban Mr James"                                                               | "Morning After the Party"   | 2                     | -                | -                   | 3                          |
| 23 martie 1967     | "Ha! Ha! Said the Clown"                                                                        | "Feeling So Good"           | 4                     | -                | -                   | 2                          |
| 5 mai 1967         | "Sweet Pea"                                                                                     | "One Way"                   | 36                    | -                | -                   | -                          |
| 25 august 1967     | "So Long, Dad"                                                                                  | "Funniest Gig"              | 52                    | -                | -                   | 8                          |
| 12 ianuarie 1968   | "Mighty Quinn"                                                                                  | "By Request – Edwin Garvey" | 1                     | 10               | 3                   | 1                          |
| 23 februarie 1968  | "Theme from "Up the Junction"                                                                   | "Sleepy Hollow"             | -                     | -                | -                   | -                          |
| 7 iunie 1968       | "My Name is Jack"                                                                               | "There is a Man"            | 8                     | 104              | 27                  | 10                         |
| 29 noiembrie 1968  | "Fox on the Run"                                                                                | "Too Many People"           | 5                     | 97               | -                   | 1                          |
| 18 aprilie 1969    | "Ragamuffin Man"                                                                                | "A ‘B’ Side"                | 8                     | -                | -                   | 5                          |

#### EP-uri Marea Britanie
| Data lansării     | Titlu                        | Melodii | Nr. catalog      |
| ----------------- | ---------------------------- | --- | ---------------- |
| 1 mai 1964        | "Manfred Mann’s Cock-A-Hoop" | "5-4-3-2-1" / "Cock-a-Hoop" / "Without You" / "Why Should We Not?"                                                                              | HMV 7EG 8848     |
| 6 noiembrie 1964  | "Groovin’ With Manfred Mann" | "Groovin'" / "Do Wah Diddy Diddy" / "Can't Believe It" / "Did You Have to Do That?"                                                             | HMV 7EG 8876     |
| 18 iunie 1965     | "The One in the Middle"      | "The One in the Middle" / "Watermelon Man" / "What am I to Do?" / "With God on Our Side"                                                        | HMV 7EG 8908     |
| 17 decembrie 1965 | "No Living Without Loving"   | "There's No Living Without Your Loving" / "Let’s Go Get Stoned" / "Tired of Trying, Bored With Lying, Scared of Dying" / "I Put a Spell on You" | HMV 7EG 8922     |
| 29 aprilie 1966   | "Machines"                   | "Machines" / "She Needs Company" / "Tennessee Waltz" / "When Will I Be Loved?"                                                                  | HMV 7EG 8942     |
| 17 iunie 1966     | "Instrumental Asylum"        | "Still I'm Sad" / "My Generation" / "I Can't Get No Satisfaction" / "I Got You Babe"                                                            | HMV 7EG 8949     |
| 21 octombrie 1966 | "As Was"                     | "I Can't Believe What You Say" / "That’s All I Ever Want From You Babe" / "Driva Man" / "It’s Getting Late"                                     | HMV 7EG 8962     |
| 2 decembrie 1966  | "Instrumental Assassination" | "Sunny" / "Wild Thing" / "Getaway" / "With a Girl Like You"                                                                                     | Fontana TE 17483 |

#### Albume Marea Britanie
| Data lansării      | Titlu                                             | Top albume Marea Britanie | Nr. catalog                |
| ------------------ | ------------------------------------------------- | ------------------------- | -------------------------- |
| 11 septembrie 1964 | "The Five Faces of Manfred Mann"                  | 3                         | HMV CLP 1731               |
| 15 octombrie 1965  | "Mann Made"                                       | 7                         | HMV CLP 1911/CSD 1628      |
| 9 septembrie 1966  | "Mann Made Hits"                                  | 11                        | HMV CLP 3559               |
| 21 octombrie 1966  | "As Is"                                           | 22                        | Fontana TL/STL 5377        |
| 13 ianuarie 1967   | "Soul of Mann"                                    | 40                        | HMV CLP/CSD 3594           |
| 23 februarie 1968  | "Up The Junction" (Original Soundtrack Recording) | -                         | Fontana TL/STL 546023/2/68 |
| 16 martie 1968     | "What a Mann"                                     | -                         | Fontana SFL 13003          |
| 28 iunie 1968      | "Mighty Garvey!"                                  | -                         | Fontana TL/STL 5470        |

#### Albume SUA
| Data lansării      | Titlu                                             | Top albume SUA | Nr. catalog                      |
| ------------------ | ------------------------------------------------- | -------------- | -------------------------------- |
| 17 septembrie 1964 | "The Manfred Mann Album"                          | 35             | Ascot ALM 13015/ALS 16015        |
| 8 februarie 1965   | "The Five Faces of Manfred Mann"                  | 141            | Ascot ALM 13018/ALS 16018        |
| 13 septembrie 1965 | "My Little Red Book Of Winners!"                  | -              | Ascot ALM 13021/ALS 15021        |
| 5 noiembrie 1965   | "Mann Made"                                       | -              | Ascot ALM 13024/ALS 16024        |
| 19 iulie 1966      | "Pretty Flamingo"                                 | -              | United Artists UAL 3549/UAS 6549 |
| 13 octombrie 1966  | "Manfred Mann’s Greatest Hits"                    | -              | United Artists UAL 3551/UAS 6551 |
| 11 martie 1968     | "Up The Junction" (Original Soundtrack Recording) | -              | Mercury SR 61159                 |
| 6 mai 1968         | "The Mighty Quinn"                                | -              | Mercury SR 61168                 |